# Tettigonia cantans
Tettigonia cantans là một loài côn trùng thuộc họ Tettigoniidae, phân họ Tettigoniinae. 

## Phân bố
Loài này có mặt ở hầu hết Châu Âu, ở phía đông Cổ Bắc giới, ở Cận Đông và Bắc Phi. Phạm vi phân bố kéo dài từ Pyrenees đến Trung Quốc. Ở khu vực Địa Trung Hải, Tansania cantans bị hạn chế ở độ cao của các ngọn núi. Loài này vắng mặt ở hầu hết các vùng Tây Âu (Anh, Tây Pháp, hầu hết bán đảo Iberia).

## Môi trường sống
Tettigonia cantans cư trú ẩm ướt đến vừa phải khô và môi trường sống khá mát mẻ như gà mái, đầm lầy, thảm thực vật thảo mộc cao, đồng cỏ núi, xóa và cạnh rừng. Nhưng loài này được ghi nhận ngay cả trong các cánh đồng khoai tây và trên những vùng đồng cỏ khô, nghèo, giàu chất dinh dưỡng, có thảm thực vật phát triển cao hơn.